# Jean Faucheur
Pour les articles homonymes, voir Faucheur.
 (décembre 2013).
Jean Faucheur (né à Versailles le 14 juin 1956) est un peintre et sculpteur français, cofondateur du groupe des Frères Ripoulin (1983). Il préside actuellement la Fédération de l'Art Urbain.

## Biographie
Son père est originaire d'une famille du Nord, sa mère d'origine américaine et écossaise. Il est élevé à Versailles. Après avoir raté son baccalauréat, il est diplômé de l'ENSAD de Paris, Jean Faucheur commence en 1983 à réaliser des peintures sur papier kraft qu’il colle, quelques heures ou quelques jours plus tard, sur les panneaux publicitaires de la Ville de Paris. Inventant ainsi une nouvelle technique personnelle d’exposition, sa démarche artistique reçoit l'influence de ce média. Il privilégie alors les formes fortes, héritées du cubisme et de la tradition de l'affiche, sachant que ces peintures seront détruites peu de temps après.
En 1985, Faucheur part à New York invité par le galeriste Tony Shafrazi. Pendant son séjour, il fréquente des artistes comme Keith Haring ou Futura 2000, adeptes de la bombe, du feutre, dans la rue ou dans l’atelier. À son retour de New York, il crée le collectif des Frères Ripoulin avec six autres artistes qui travaillent dans l’espace urbain.

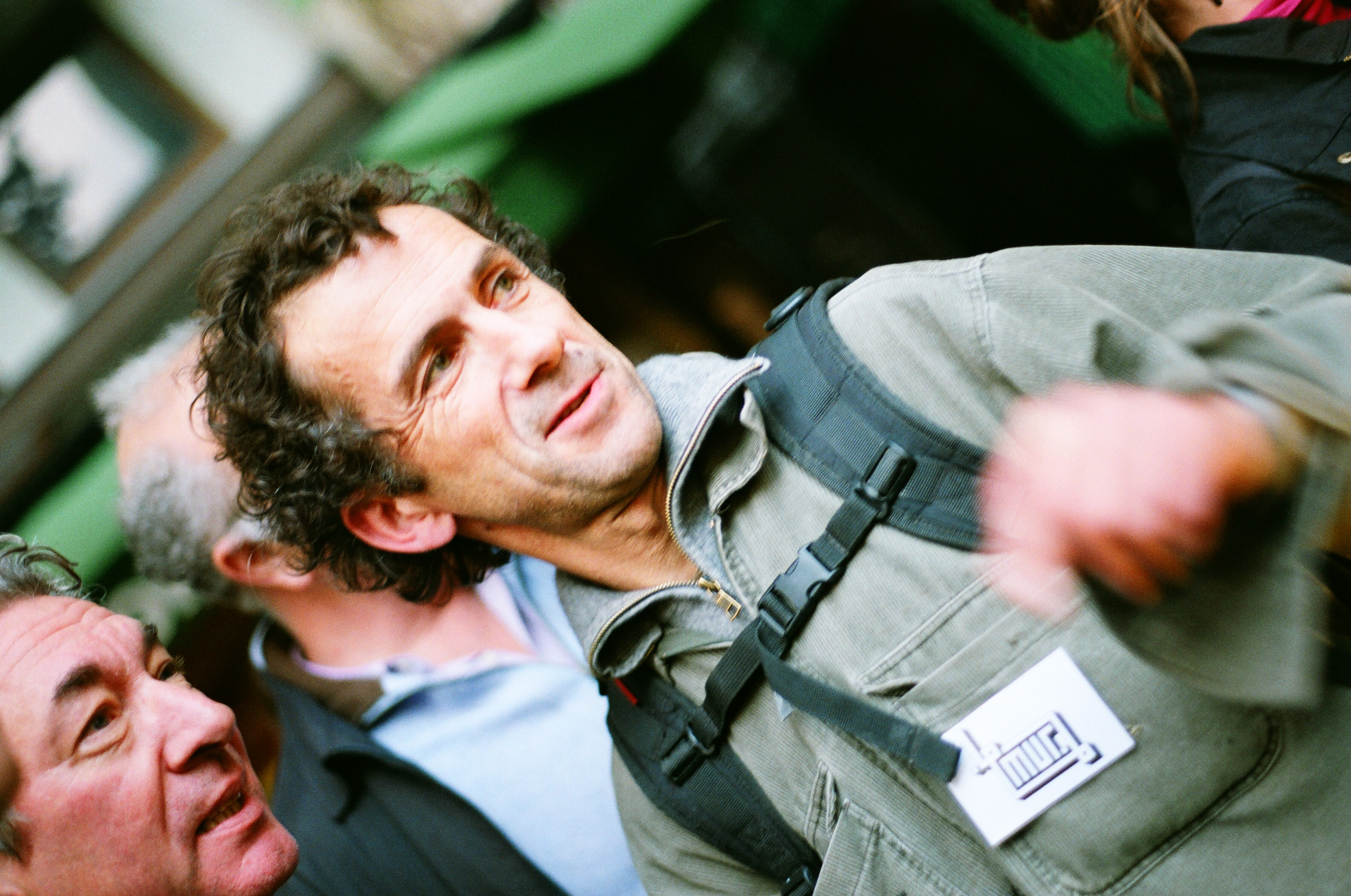
Jean Faucheur en 2008.

Après quelques années consacrées à la sculpture, Faucheur fait une rencontre qui le pousse à revenir dans la rue. Installé dans le 11e arrondissement, Faucheur voyait tous les jours Thom Thom qui s’acharnait à découper avec un cutter les affiches publicitaires collées sur la place sans nom, au croisement entre la rue Oberkampf et la rue Saint-Maur, pour faire apparaître des nouvelles formes. Vingt ans plus tard, des jeunes continuent à s’attaquer aux affiches publicitaires, tout en ayant développé de nouvelles techniques. De cette rencontre, et bien d'autres, naît l'initiative du M.U.R.
En 2019, il participe à la réalisation de l'Étude nationale sur l'Art Urbain, commandée par le ministère de la Culture à l'association le M.U.R.

### Distinctions
- 1982 : Lauréat du prix de dessin Pierre David-Weill décerné par l’Institut (Académie des beaux-arts)
- Lauréat de la Villa Médicis « Hors les Murs » à New York

## Expositions

### Expositions personnelles
- Galerie Philippe Frégnac, Paris
- 1983 : collage de peintures originales sur les panneaux publicitaires de la Ville de Paris
- Invité pendant 3 mois par la galerie Tony Shafrazi pour intervenir par voie d’affiche sur les murs de New York
- Réalisation de grandes peintures à Tokyo, Japon
- Séjour à New York dans le cadre de la Villa Médicis « Hors les Murs »
- Réalisation de peintures pour le Festival d'automne à Paris
- Galerie Jean-Marc Patras
- 1987-1989-1991 : galerie du jour Agnès b., Paris
- 1992 : L’Embarcadère, Lyon
- Hommage à Emmanuel Pereire, Chalon-sur-Saône
- 1993 et 1997 : Association « La Lune en Parachute », Épinal
- 1993 Galerie Xavier Delannoy, La Garde-Freinet
- 1994 : Galerie Pascal Polar, Bruxelles
- 1995-1996 : Galerie Art et Patrimoine, Paris
- Lauréat de la fondation COPRIM
- 1998 : Réalisation d’un décor pour la discothèque le « D », Lausanne
- Art Paris, Galerie des Singuliers, Paris
- 2000 : Galerie des Singuliers, Paris
- Grande Loge de France, Paris
- Exposition de photographies, Ars Longa, Paris
- Exposition « Synapses » avec L’Atlas, musée du Montparnasse, Paris

### Expositions collectives
- Galerie « Il Navile », Paris
- 1984 : Création des « Frères Ripoulin », groupe de 7 peintres intervenant en milieu urbain (Pierre Huyghe, Claude Closky, Nina Childress, etc.)
- Première exposition des Frères Ripoulin, galerie du jour, Agnès b., Paris
- 1985 : Les Frères Ripoulin, galerie Tony Shafrazi, New York
- Les Médias Peintres, maison de la culture de Rennes
- « Nymphes et Faunes », galerie du jour Agnès b., Paris
- Performance avec l’artiste Crash, Frac Midi-Pyrénées
- 1986 : Exposition avec Zlotykamien, galerie du jour Agnès b., Paris
- « Décoration Internationale », Frac Midi-Pyrénées
- Exposition des illustrations d’un livre de chansons des Rita Mitsouko, galerie Jean-Marc Patras
- 1988 : « Cadavres Exquis », Beaubourg, Paris
- 1989 : « Banlieue 89 »
- galerie du jour Agnès b., Paris
- 1990 : FIAC, Paris
- SAGA, Paris
- Art Jonction Nice
- « 91 quai de la Gare », Paris
- « Découvertes », La Villette, Paris
- Participation à « Complicité d’évasion », rencontres entre prisonniers et artistes en milieu carcéral, prison de Lyon
- « Collection Agnès b. », Chalon-sur-Saône
- « Terres », musée de Soissons
- 1999 : Exposition Larrivaz/Faucheur, « Trahisons », Galerie des Singuliers, Paris
- Collection de la Fondation COPRIM, Paris
- Exposition de sculpture à Saint-Étienne
- 2001 : « Paliss’art », Paris, œuvre de collaboration avec Vast (œuvre volée)
- 2002 : Participation aux activités du collectif « Une Nuit »
- Coorganisateur des expositions « Implosion/explosion », Vincennes
- 2004 : Espace Beaurepaire, Daniel Cresson, Paris
- 2006 : Galerie Domi Nostrae, Lyon
- 2007 : « Toi et Moi », Faucheur et Miss.Tic, galerie Chappe

## Liens